# Шубин (Сребреница)
Шубин је насељено мјесто у општини Сребреница, Република Српска, БиХ. Према попису становништва из 1991. у насељу је живјело 154 становника.

## Становништво
По посљедњем службеном попису становништва из 1991. године, насељено мјесто Шубин имало је 154 становника, сљедећег националног састава:
| Националност | 1991.      |
| Муслимани    | 154 (100%) |
| Укупно       |            |